# Olivier Coursier
Pour les articles homonymes, voir Coursier.
Olivier Coursier, né le 11 février 1974 à Brétigny-sur-Orge, est compositeur, musicien et producteur français.
Depuis 2004, il est membre du groupe AaRON.

## Biographie
Après avoir suivi des études de graphisme, il a intégré de 1996 à 2000 un groupe de hardcore nommé "Trapped in Life", avec lequel il a enregistré trois albums. Il a ensuite rejoint le groupe Mass Hysteria de 2000 à 2006 (guitare, samples, clavier, chœurs). En 2013, il réalise l'album Cyclo de Zazie,. Depuis 2004, il forme le duo AaRON avec Simon Buret. En mars 2019 il a épousé l'artiste Nina Koltchitskaia. Il vit et travaille aujourd'hui à Paris.

## Distinction
- Festival de la fiction TV de La Rochelle 2022 : Meilleure musique pour Vortex[3]